# 仁通
仁通（13世纪？—1329年），元朝官员，宁州唐兀人。
他的高祖父斡道冲，为西夏宰相。祖父斡扎箦，归顺成吉思汗。父亲朵儿赤，担任云南廉访使。仁通担任云南省理问。元文宗天历二年（1329年）三月，因为两都之战，云南诸王秃坚与万户伯忽等叛元，仁通率官军抵抗，在战乱中阵亡。